# In the Air Tonight
«In the Air Tonight» es el sencillo debut del álbum debut de estudio como solista del cantautor británico Phil Collins, Face Value (1981), lanzado en 1981. Es una mezcla de pop rock, y fue comercialmente exitoso. La letra del tema (como la de todas las canciones del álbum) hace referencia a la traumática separación entre el músico y su primera esposa en 1979.
El sencillo fue lanzado por primera vez en el Reino Unido en enero de 1981, ocupando el puesto n.º 2 en la lista de sencillos británica y más tarde en los Estados Unidos, donde alcanzó el puesto n.º 19 durante el verano de 1981.
En 2006, la canción fue clasificada en el número 35 de las «100 mejores canciones de los 80» de VH1. En 2021, fue incluida en el número 291 de las «500 mejores canciones de todos los tiempos» de Rolling Stone.

## Historia

### Grabación y popularidad
La canción fue compuesta y grabada por Collins en 1979, durante un momento muy difícil por el que estaba pasando, el divorcio de su primera esposa.
La popularidad de la canción en la década de los 80 aumentó después de una grabación casi completa que apareció en el episodio piloto del programa de televisión Miami Vice ("Brother's Keeper"), convirtiéndose así en uno de los primeros temas pop / rock que se ofreció como parte de un programa de televisión de esta manera. El resurgimiento en la popularidad de la canción dio lugar a casi alcanzar el Billboard Hot 100 de nuevo, logrando el número 102 en 1984.

### Sonido de la batería
"Musicalmente, es una grabación extraordinariamente llamativa, porque casi nada pasa en ella... Es el sonido de batería, en particular, lo impresionante. No lo oyes en absoluto durante los primeros dos minutos de la canción... ahí entonces ese gran doo-dom doo-dom doo-dom llega, y los tambores aparecen en mitad de la canción, estableciendo el patrón para todas las canciones con batería de los años ochenta después de esa", según Stuart Maconie.
El medio por el cual Collins alcanzó el sonido de batería en esta grabación fue durante mucho tiempo fuente de misterio. El proceso exacto era, como sucede tan a menudo, resultado de la casualidad: un uso no intencionado de tecnología de estudio que da resultados inesperadamente útiles.
En este caso, el Solid State Logic 4000 tenía una mesa de mezclas "revertir talk-back" del circuito (con la etiqueta de la placa como "Escucha micrófono"). Normal "talk-back" es un botón que el ingeniero de mezcla tiene que presionar con el fin de hablar con los músicos de grabación. Talk-back inverso es un circuito (también el botón activado) para que el ingeniero escuche a los músicos en el estudio. Con el fin de compensar las diferencias de nivel de sonido -la gente puede estar cerca o lejos del micrófono talkback inverso- este circuito tiene un compresor, lo que minimiza las diferencias entre los sonidos fuertes y suaves. Durante la grabación de "intruder" del tercer álbum en solitario (Peter Gabriel III) de su excompañero de banda Peter Gabriel, en algún momento Collins comenzó a tocar los tambores, mientras que se activó el interfono inverso. El ingeniero Hugh Padgham y su amigo Jeffrey se sorprendieron al oír el sonido logrado. Durante la noche, recablearon la junta para que el interfono inverso se pudiera registrar de una manera más formal. Los modelos posteriores de la SSL 4000 permitían escuchar el micrófono que se registró con el toque de un botón.

### Letra
La letra de la canción generó un extraño mito del rock. Un verso dice: «Well if you told me you were drowning, I would not lend a hand» (Bueno, si me dijeras que te estás ahogando, no te echaría una mano). El mito dice que esta línea se basa en un hecho real presenciado por Collins, cuando una persona se negó a ayudar a otra que se estaba ahogando. El cantautor declaró a la BBC que en realidad la letra surgió de la situación generada por el divorcio de su esposa Andrea, y que el verso brotó de «su ira, su frustración y su desconcierto».

## Créditos
- Phil Collins: voces, sintetizadores, piano eléctrico, Caja de ritmos y batería
- Daryl Stuermer: guitarra eléctrica
- John Giblin: bajo
- L. Shankar: violín
- Chi Lampi: quena

## Cartelera

### Rankings
| Lista (1981)                              | Ranking posición |
| ----------------------------------------- | ---------------- |
| Australian ARIA Singles Chart             | 3                |
| Austrian Singles Chart                    | 1                |
| Canadian RPM Top Singles                  | 2                |
| Dutch Top 40                              | 1                |
| España (AFYVE)                            | 9                |
| German Singles Chart                      | 1                |
| Irish Singles Chart                       | 2                |
| New Zealand RIANZ Singles Chart           | 6                |
| Swedish Singles Chart                     | 1                |
| Swiss Singles Chart                       | 1                |
| UK Singles Chart                          | 2                |
| U.S. Billboard Hot 100                    | 19               |
| U.S. Billboard Hot Mainstream Rock Tracks | 2                |
| Lista (1988)                              | Ranking posición |
| Dutch Singles Chart                       | 17               |
| German Singles Chart                      | 3                |
| UK Singles Chart                          | 4                |
| Lista (2007)                              | Ranking posición |
| UK Singles Chart                          | 14               |
| Lista (2008)                              | Ranking posición |
| New Zealand RIANZ Singles Chart           | 1                |

## Versiones y apariciones
La canción fue interpretada por varios músicos, entre los cuales están:
- El rapero Cuban Link, junto con otros dos exmiembros de Terror Squad, Remy Ma y Triple Seis, reinterpretó el tema en la canción "Moment of Truth" como una pista de diss para Fat Joe.
- El flautista Mr. Methane, grabó su versión pero con más ruidos adicionales y con una letra alternativa (que describe los efectos abdominales de eating hot curry).
- La versión de Gregorian se encuentra en el álbum Master of Chant Chapter II
- La banda de rock Lostprophets hizo una versión del tema.
- La banda austríaca Stahlhammer grabó su versión de esta canción y la incluyó en su álbum de 2006 Opera Noir.
- Una versión de este tema aparece en el álbum de Nonpoint Recoil
- El grupo de R&B Naturally 7, interpretó la canción para su álbum Ready II Fly. Su versión se titula Feel it (in the air tonight), y tiene letras adicionales.
- Axel Rudi Pell, hizo una versión de la canción en su CD como solista Diamonds Unlocked, lanzado el 1 de octubre de 2007.
- La banda finlandesa de metal sinfónico Northen Kings grabó una versión del tema para su primer álbum Reborn en 2007.
- Takka Takka hizo su versión para su álbum recopilatorio con el sello de Engine Room Recordings, Guilt by Association Vol.2, lanzado en noviembre de 2008.[6]
- La banda de noise rock GodheadSilo también grabó su versión para su álbum Share the Fantas.
- En el álbum de Exilia, My Own Army, hay una versión de esta canción
- El cantante austriaco Bertie Blackman interpretó la versión de este tema como parte de Triple J, un segmento de Like a Version.
- La banda de heavy metal Undecided realizó una versión de la canción en 2005 en el FoxFest del sur de Misisipi.
- El cantante Sean Kingston también tiene su propio "sped up" que varia en la canción que lleva el título de "I Can Feel It".
- El cantante canadiense Holly McDonald tiene una versión de la canción en su EP "Life Stuff"
- Majandra Delfino cantó una versión, en su personaje María Deluca en Roswell. Esto ocurrió en la 1 temporada, en el episodio 14 "Blind Date" emitido originalmente el 9 de febrero de 2000.
- Three Days Grace cantaron una versión de la canción en su gira de 2010.
- El artista canadiense de synthpop/New Wave Gary Flanagan grabó una versión del tema que a menudo se presentaba en vivo con una máscara de Phil Collins.
- Will Martin en su álbum Inspirations, de 2010.
- El artista FiL Straugham hizo una versión para el verado de 2011.
- El cantante Lil' Kim, tiene un remix de la canción titulada "In the Air Tonite", incluida en el álbum tributo Urban Renewal.
- El cantante canadiense Lights ha cantado esta canción durante sus conciertos.
- La banda de rock Daughtry también interpretó la canción en sus conciertos.
- Eminem, en su canción "Stan", hace una referencia a la leyenda urbana de la canción, cuando el personaje le dice al cantante que él también podría haberlo salvado. Nombra al tema como "In the air of the night".
- En el videojuego Grand Theft Auto: Vice City Stories aparece esta canción en vivo con Phil Collins tocando la batería.
- La banda In This Moment hizo una versión del tema para su álbum Ritual.
- Larkin Poe grabó en 2020 otra versión de la canción como adelanto de su LP de versiones llamado Kindred Spirits.
- Sandtimer hizo una versión del tema en su álbum Vaporwave Is Dead bajo el título Clichéd MIDI Interlude.

### En TV
- Aparece en el noveno episodio de Tulsa King, serie de Sylvester Stallone.
- El 2021 aparece en la serie Cobra Kai, Temporada 3, Episodio 10.
- La versión de Nonpoint fue utilizada en la quinta temporada de la serie Dexter en 2010.
- Aparece en la banda sonora de Risky Business 1983 (Negocios Riesgosos, Tom Cruise y Rebeca de Mornay)
- Aparece en el filme Miami Vice en 2006.
- Aparece en el filme The Hangover en 2009, en la que Mike Tyson la canta.
- Aparece en la segunda temporada de la serie de BBC One Ashes To Ashes, en 2009.
- Aparece en el episodio piloto de la serie The Americans en 2013.
- Aparece en el episodio 10 de la temporada 8 de la serie Suits (serie de televisión)
- Aparece en el episodio piloto de la serie Miami Vice (1984).